# Robert F. Wagner, jr.
Robert Ferdinand Wagner II (New York, 20 aprile 1910 – New York, 12 febbraio 1991) è stato un politico statunitense, 102° Sindaco di New York dal 1954 al 1965.